# Exil
Pour les articles homonymes, voir Exil (homonymie).
« Exilé » redirige ici. Pour le film hong-kongais, voir Exilé (film).

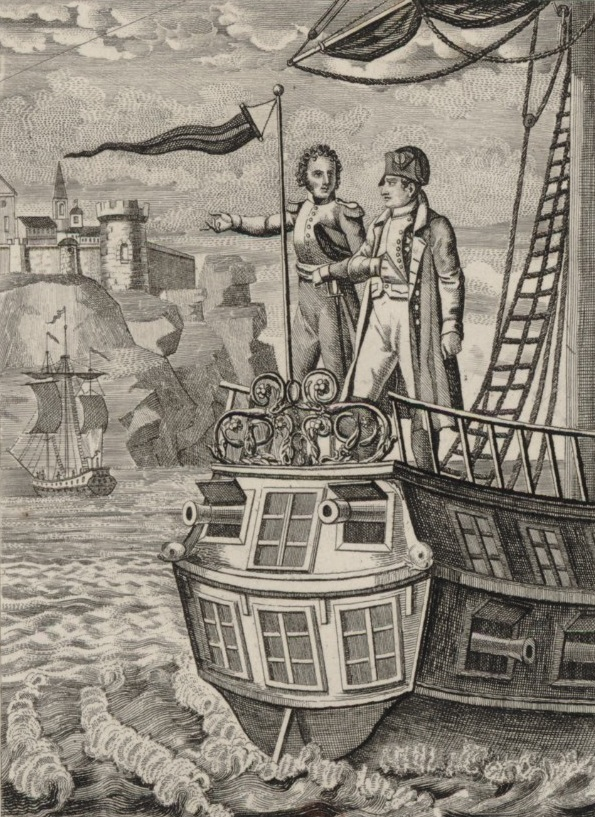
Arrivée de Bonaparte à l'île Sainte-Hélène, gravure de Louis-Yves Queverdo, représentant Napoléon exilé après son abdication définitive.

L’exil est une sanction pénale qui, prise par l'autorité légale d'un pays, consiste à exclure du territoire national l'un de ses citoyens, souvent en lien avec un conflit politique ou social, à l'instar de l'ostracisme antique. Parmi les différents types de migrations humaines, l'exil se distingue ainsi de l'expulsion, sanction visant non un ressortissant du pays mais un étranger, et de l'exode, entraîné non par un décret mais par une circonstance extérieure (guerre, famine, conditions économiques plus avantageuses ailleurs). On parle ainsi d'Exode hors d'Égypte (les Hébreux ayant fui l'autorité de Pharaon sans qu'il l'eût commandé) mais d'exil à Babylone (ordonné par le roi Nabuchodonosor II).
En psychologie et en littérature, le sentiment d'exil peut également désigner, par extension, l'état (social, psychologique, politique) d'une personne qui a été chassée de sa patrie par la puissance publique ou s'est résolue à la quitter sous la contrainte d'un bannissement, d'une déportation. L'exil est alors synonyme d'un sentiment d'éloignement de son pays, de nostalgie, de déracinement.

## Notion d'exil
Du latin exsilium, « bannissement, lieu d'exil » (de ex, « hors de », et solum, « le sol », littéralement « hors du sol »), l'exil prend en ancien français le sens de « détresse, malheur, tourment » et « bannissement ». Au sens moderne, l'Académie française définit l'exilé comme une « personne qui a été condamnée à vivre hors de sa patrie, en a été chassée ou s’est elle-même expatriée », et l'exil comme la situation correspondante. Le Trésor de la Langue Française informatisé, de même que l'Académie française, ne fait pas d'autre distinction dans le sens d'exilé que dans son emploi comme nom ou comme adjectif. Dans son Dictionnaire critique de la langue française de 1787, Jean-François Féraud spécifie son sens pénal :

« Exil a la même signification que bannissement, mais il n'a pas le même emploi. Celui-ci est une condamnation faite en Justice ; l'autre est une peine imposée par le Souverain. Dites en de même d'exilé et banni ; de bannir et d'exiler. »

Au sens avancé par Alexis Nouss, l'exil ne relève pas uniquement du bannissement, mais peut représenter une condition sociale à l'interface de deux mondes, impliquant des perceptions de l'univers laissé derrière soi et de la connaissance du monde dans lequel l'exilé évolue.

### Exil et exode
L'exil désigne donc en premier lieu le fait d'avoir été contraint au départ de sa patrie, notamment par une autorité politique, à l'instar de l'exil d'Ovide par Auguste ou de l'ostracisme antique. On emploie en effet plus volontiers le terme d'exode lorsqu'il s'agit d'un mouvement massif de populations dont le départ n'est pas décrété par une autorité mais rendu nécessaire par une circonstance extérieure : guerre, catastrophe naturelle ou conditions économiques dans le cas de l'exode rural. L'exil porte donc en ce sens une connotation spécifiquement politique qui fait de l'exilé un personnage mis au ban pour ses idées, connotation également présente dans la littérature.
De multiples facteurs sociaux, au cours des XIXe et XXe siècles, ont toutefois réduit le nombre et la portée des décrets et lois d'exil. D'autres événements, de grande ampleur sur le plan social, ont toutefois conduits à des exodes de masse, au premier rang desquels la révolution industrielle, les deux guerres mondiales et de multiples génocides. Face à ce basculement des réalités migratoires de l'exil à l'exode, l'Organisation des nations unies fonde, au lendemain de la Seconde Guerre mondiale, la notion de droit d'asile dans la Déclaration universelle des droits de l'homme de 1948 (articles 13 et 14) puis celle de réfugié dans le cadre de Convention du 28 juillet 1951 relative au statut des réfugiés. Si celle-ci s'inspire encore dans ses définitions juridiques et jurisprudentielles de certaines caractéristiques de l'exil, elle s'attache désormais à un traitement spécifique des exodes migratoires : plusieurs millions de personnes vivent ainsi dans des camps de réfugiés sans faire l'objet d'une quelconque loi d'exil. Certains pourtant, à partir du XXe siècle, l'étendent à une portée anthropologique plus générale, faisant de toute personne migrante un exilé et tirant ainsi parti de la connotation implicite qui concernait jusqu'ici spécifiquement l'exilé politique.

### Migrant, exilé et réfugié
Trois termes distincts peuvent désigner les migrations humaines, selon la connotation et le statut donné :
- Le terme de migrant est le plus général, désignant tout type de mouvement d'un pays à un autre : la migration est en effet définie comme « déplacement d'une population qui passe d'un territoire dans un autre pour s'y établir, définitivement ou temporairement »[2].
- La notion d'exilé évoque spécifiquement un départ contraint par une autorité légale. En cela, elle insiste sur la dimension anthropologique de la vie sociale au loin, du sentiment de dépaysement, d'une situation subie[5].
- Un réfugié – au sens de la Convention du 28 juillet 1951 relative au statut des réfugiés – est enfin une personne qui se trouve hors du pays dont elle a la nationalité ou dans lequel elle a sa résidence habituelle ; qui craint avec raison d’être persécutée du fait de son appartenance communautaire, de sa religion, de sa nationalité, de son appartenance à un certain groupe social ou de ses opinions politiques ; et qui ne peut ou ne veut se réclamer de la protection de ce pays ou y retourner en raison de ladite crainte[6].

## Histoire de l'exil
L'exil est une mesure de droit pénal employée depuis l'Antiquité pour éloigner des personnes en raison du danger qu'elles représentent pour la cité ou de leur conduite. Acquérant par là une connotation de révolte face à l'autorité, il a donc été le sort de nombreux intellectuels, artistes ou dirigeants politiques subissant le bannissement prescrit par une Loi d'exil. Parmi ceux-ci, on retrouve notamment Mahomet, François-René de Chateaubriand, Gustave Courbet, Fiodor Dostoïevski, Norbert Elias, Sigmund Freud, François Guizot, Victor Hugo, Ovide, Alexandre Soljenitsyne, Léon Trotsky, Émile Zola, Charles de Gaulle et bien d'autres.
L'exil permet ainsi de réduire l'influence de ces personnes sans susciter des soulèvements d'ampleur : l'exil de Napoléon Ier à Sainte-Hélène fut ainsi une manière de l'éloigner définitivement de ses ambitions européennes sans en faire un martyr qui aurait pu être utilisé à des fins politiques. Un autre exemple est celui des dirigeants qui, quoique renversés, continuent à exercer, depuis l'étranger, une certaine influence sur leur pays, comme en France pour la famille Bonaparte de par la loi du 1er janvier 1816, puis pour celle de Louis-Philippe Ier après la révolution de 1848. Les exilés pouvant continuer à peser sur la vie politique interne depuis l'étranger, la notion renvoie également à l'action politique depuis l'étranger, qui prend des formes très diverses (partis à l'étranger, actions clandestines, polices secrètes) mais dont la plus significative demeure celle du gouvernement en exil, groupe politique qui se proclame gouvernement légitime d'un pays, résidant dans un autre pays dans l'attente de pouvoir l'exercer effectivement.

## Exil en littérature
En littérature, l'exil peut donner matière à un récit : c'est dans la Bible hébraïque que figure sans doute le premier récit d'exil de l'Antiquité, à savoir celui de l'exil à Babylone ; celui-ci est alors perçu comme un ciment de l'identité juive naissante, entraînant l'adoption définitive du monothéisme par opposition aux divinités multiples des autres peuples. Les Tristes d'Ovide marquent également un tournant du genre par l'emploi de la poésie élégiaque pour évoquer sa relégation par Auguste sur les rives du Pont-Euxin. Cette pratique, plus tard appuyée sur l'expression lyrique du sujet, s'étend progressivement de l'exil au sentiment d'exil : l'idée littéraire d'un exil de l'esprit est notamment portée par la figure du poète maudit, auteur incompris en raison de l'incompatibilité essentielle entre son idéal et ce qu'il perçoit comme la bassesse du monde ordinaire, ainsi que l'exprime Baudelaire dans L'Albatros (Les Fleurs du mal) :

« Le Poëte est semblable au prince des nuées
Qui hante la tempête et se rit de l’archer ;
Exilé sur le sol au milieu des huées,
Ses ailes de géant l’empêchent de marcher. »

Finalement, la naissance du Troisième Reich entraîne dans son sillage une importante littérature de l'exil en langue allemande, le régime ayant contraint nombre d'artistes, accusés de promouvoir un art dégénéré, à quitter l'Allemagne.